# Подолшева
Подолшева (словен. Podolševa) — поселення в общині Солчава, Савинський регіон, Словенія. Висота над рівнем моря: 1064 м.